# Vilarinho de Samardã
Vilarinho de Samardã est une localité de la commune portugaise de Vila Real située sur la rive droite du fleuve Corgo et à l'est de la Serra do Alvão. Elle a une superficie de 21,71 km2 et 740 habitants (2011). Son territoire a été intégré à l'Union des Paroisses d'Adoufe et Vilarinho de Samardã par la réorganisation administrative de 2012/2013.